# 客体关系理论
客體關係理論是精神分析理論的進一步發展，最初可以追溯到梅蘭妮·克萊因的研究成果。客體關係理論這一術語總結了不同的方法，它們的共同點是強調早期親子關係的核心重要性以及孩子對自己和他的照顧者的看法對於以後的關係形成和個性發展。另一個共同特點是在心理治療概念的應用中強調移情和反移情。
“客體”一詞在精神分析的用法上發生了重大變化：在正統的精神分析中，它被認為是可以中和本能刺激的人或對象（例如提供性滿足的人）。在客體關係理論中，該術語指的是響應夥伴，即響應主體話語的人。因此，該術語獲得了強烈的情感意義，僅次要地被理解為本能衝動的目標。
客體關係描述了主體與其世界的關係。它描述了與一個人的幻想或想像的關係，這肯定會偏離真實的互動。 主體與他的世界的關係也是哲學人類學的主題，如叔本華。 特別是，存在主義哲學對主要基於個體心理學的心理學術語進行了批判，另請參見Eigenwelt。 這一批評已被R·D·連恩等精神病學家採納。